# Talmage (Califòrnia)
Talmage és una concentració de població designada pel cens dels Estats Units a l'estat de Califòrnia. Segons el cens del 2000 tenia 1.141 habitants.

## Demografia
Segons el cens del 2000, Talmage tenia 1.141 habitants, 327 habitatges, i 229 famílies. La densitat de població era de 280,6 habitants/km².
Dels 327 habitatges en un 44,3% hi vivien nens de menys de 18 anys, en un 49,2% hi vivien parelles casades, en un 15,9% dones solteres, i en un 29,7% no eren unitats familiars. En el 23,2% dels habitatges hi vivien persones soles el 8,9% de les quals corresponia a persones de 65 anys o més que vivien soles. El nombre mitjà de persones vivint en cada habitatge era de 2,87 i el nombre mitjà de persones que vivien en cada família era de 3,34.
Per edats la població es repartia de la següent manera: un 29,8% tenia menys de 18 anys, un 11% entre 18 i 24, un 29,2% entre 25 i 44, un 20,5% de 45 a 60 i un 9,6% 65 anys o més.
L'edat mediana era de 31 anys. Per cada 100 dones de 18 o més anys hi havia 90,7 homes.
La renda mediana per habitatge era de 31.761 $ i la renda mediana per família de 35.972 $. Els homes tenien una renda mediana de 22.250 $ mentre que les dones 25.179 $. La renda per capita de la població era de 16.656 $. Entorn del 29,2% de les famílies i el 23,8% de la població estaven per davall del llindar de pobresa.

## Poblacions més properes
El següent diagrama mostra les poblacions més properes.